# Чекуолис, Далюс
Далюс Чекуолис (лит. Dalius Čekuolis; род.  29 февраля 1959, Вильнюс, Литовская ССР, СССР) — литовский государственный служащий и дипломат.

## Биография
Родился 29 февраля 1959 года. Брат-близнец литовского дипломата Гедрюса Чекуолиса. В 1966—1977 годах учился в средней школе №15 в Вильнюсе. С 1977 по 1982 год обучался в Московском государственном институте международных отношений.
В 1982—1986 годах служил вторым, затем первым секретарём МИД Литовской ССР. В 1986—1990 годах служил в посольстве СССР в Гвинее. В 1990—1991 годах работал руководителем отдела прессы и информации Министерства иностранных дел Литвы. В 1991—1994 годах — на дипломатической службе в Дании: представитель Балтийского информационного бюро в Литве, советник посольства Литвы, временный попечитель. В 1992—1994 годах — посол Литовской Республики в Дании, с одновременной аккредитацией в Исландии и Норвегии.
В 1994—1998 годах — посол Литовской Республики в Бельгии; с 1995 года также в Нидерландах и Люксембурге. В 1995—1997 годах — представитель Литовской Республики в НАТО, представитель в комитете старших должностных лиц Совета государств Балтийского моря.
В 1999—2004 годах — посол Литовской Республики в Португалии. В 2004—2006 годах — секретарь Министерства иностранных дел Литвы, ответственный за вопросы политики безопасности.
В 2006—2012 годах — глава Постоянного представительства Литвы при ООН. В 2007—2012 годах — президент Экономического и Социального Совета ООН (ЭКОСОС); был председателем заседания Программы действий по стрелковому оружию и лёгким вооружениям в ООН. В 2010—2011 годах — председатель третьего, проводимого раз в два года, заседания Рабочей группы по активизации работы Генеральной Ассамблеи.
В 2012 году Литва выдвинула кандидатуру Чекуолиса на пост председателя 67-й сессии Генеральной Ассамблеи ООН. При поддержке Российской Федерации на выборах, с минимальным большинством голосов, победил министр иностранных дел Сербии Вук Еремич. В 2012—2014 годах был директором политического отдела в Министерстве иностранных дел Литвы. В 2014—2019 годах — посол Литовской Республики во Франции. В ноябре 2019 года назначен заместителем министра иностранных дел Литвы.

## Награды
- Большой крест ордена Короны (1998, Бельгия);
- Большой крест Орден Заслуг (2003, Португалия)[3];
- Командорский Крест ордена «За заслуги перед Литвой» (2003).